# Tristan
Sir Tristan (Latin/Brytonisk: Drustanus; Drystan – også kendt som Tristran, Tristram, osv.) er hovedpersonen i historien om Tristan og Isolde. Han var også en ridder af det runde bord i myten om Kong Arthur, hvor han var en mystisk helt fra Cornwall.
I filmen King Arthur fra 2004 er Tristan spillet af Mads Mikkelsen. Se mere om Tristan-sagnene i Henrik Nebelongs bog "Richard Wagners Tristan og ISolde" s. 5f